# جورج هنري برادبري
جورج هنري برادبري (بالإنجليزية: George Henry Bradbury)‏ هو سياسي كندي، ولد في 25 يونيو 1859 في كندا، وتوفي في 6 سبتمبر 1925 في نفس البلد. حزبياً، نشط في حزب كندا المحافظ. وقد انتخب عضو مجلس الشيوخ الكندي وانتخب عضو مجلس العموم الكندي.